# 緬甸廓爾喀
緬甸廓爾喀，英國統治時期從尼泊爾來到緬甸的移民，他們大部分最初是軍人。
他們现在大多数生活在仰光，曼德勒、曼德勒省，克欽邦，欽邦，撣邦，人口約500000人。

## 歷史和人口
他們最初是英國駐軍，不少廓爾喀在第二次世界大戰期間擔任英國後衛單位。
緬甸1948年獨立後，廓爾喀人加入新成立缅甸政府軍。不少廓爾喀參加新共和國的各種戰役，反對民族叛亂分子和國民黨李彌殘軍入侵。廓爾喀被認為是緬甸軍隊在20世紀50年代的主要資產。

## 文化
許多廓爾喀仍然信仰印度教但亦信佛教。

## 語言
他們仍以尼泊爾語作為他們的母語，接受過高等教育的人也講英語。

## 教育
他們對教育高度重視，他們在緬甸擔任專業人士的人口高得不成比例。